# 小柳洋子
小柳 洋子（こやなぎ ようこ、1975年6月26日 - ）は、日本の女優、声優。
埼玉県出身。筑波大学附属坂戸高等学校卒業。青年座研究所での研修を経て、1999年4月に劇団青年座の所属女優となる。

## 出演

### テレビアニメ
- 花より男子（1996年 - 1997年、朝日放送） - 葵うらら 役

### テレビドラマ
- 刑事追う! 第8話（1996年、テレビ東京）
- はぐれ刑事純情派 第9シーズン 第19話（1996年、テレビ朝日）
- 火曜サスペンス劇場 女優（1999年、日本テレビ）
- 蘇える金狼（1999年、日本テレビ）
- 仮面ライダーアギト 第26話・第27話（2001年、テレビ朝日） - 津上邸のメイド 役

### ゲーム
- ファイナルファンタジーX（2001年、スクウェア） - ユウナレスカ 役

### 舞台
- ハロー、グッバイ（2004年、彩の国さいたま芸術劇場）[2]
- 劇団青年座 第175回公演 友達（2004年、「劇」小劇場） - 婚約者 役
- 劇団青年座 第180回公演 夢・桃中軒牛右衛門の（2005年、本多劇場） - 淅江省（秋瑾） 役[3]
- 東京ギンガ堂公演 ヒューマン・ダイナモ 人間発動機 野口英世（2005年、紀伊国屋サザンシアター）[4]
- 平成17年度次世代を担う演劇人育成公演 レインディア・エクスプレス（2005年、青年座劇場）[5]
- 劇団青年座 第104回スタジオ公演 COLORS II〜シャンソンと愛のモルナールあえ（2006年、青年座劇場） - 「理想の夫」篇：娘 役[6]

### CM
- NTT西日本
- コムテックス

### 吹き替え
- アイズ ワイド シャット（DVD版）
- スコーピオン・キング（日本テレビ版）
- 007 美しき獲物たち（DVD/BD版） - グレイス・ジョーンズ 役
- ファンタスティック・フォー:銀河の危機
- ペイチェック 消された記憶（テレビ朝日版）